# Tom Arvidsson
Tom Axel Hugo Arvidsson, född 7 april 1944 i Hedvig Eleonora församling i Stockholm, död 15 oktober 2013 i Mössebergs församling utanför Falköping i Västra Götalands län, var en svensk konstnär.

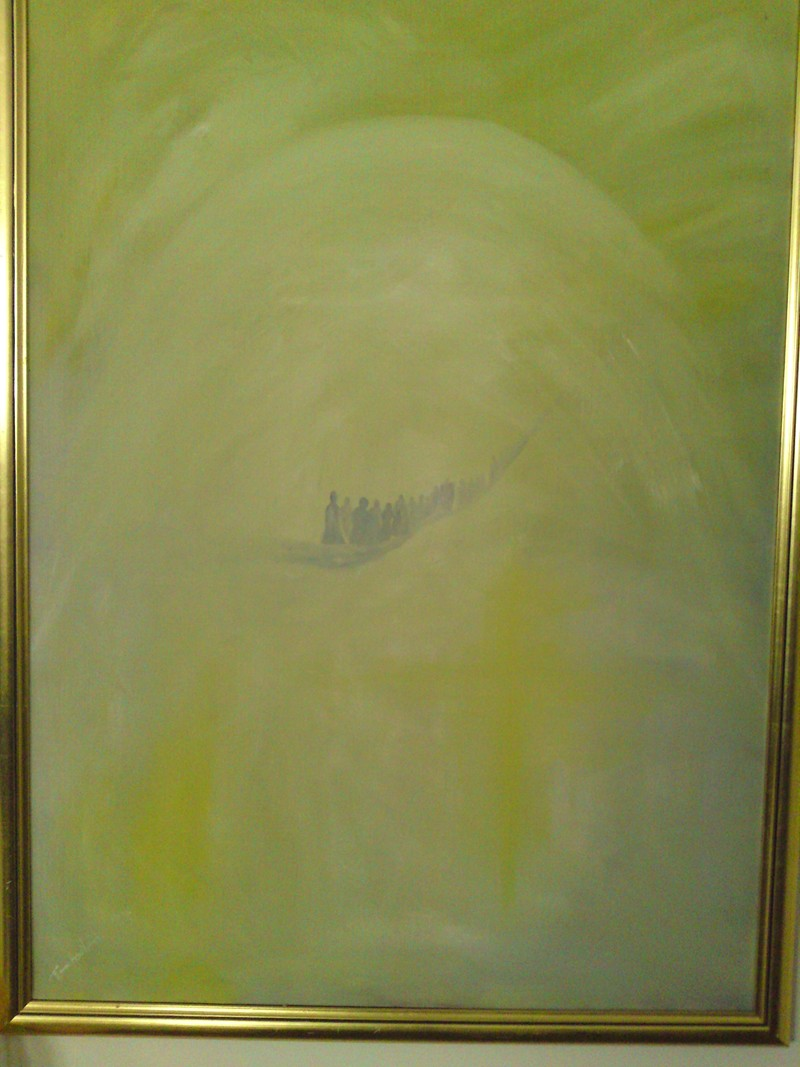
Uppbrott

Han var son till handelsmannen Hugo Ivar Isidor Arvidsson (1917–1964) och Gulli Ingegerd Helena Lööf (1921–1980; omgift Gustavsson) och växte upp i Falköping.
Tom Arvidsson utbildade sig på Konstfack i Stockholm 1960–1963 och Modern Art School i New York. Han företog också resor från 1965, under vilka han vistades hos konstnärer som Salvador Dalí vilken gav starkt intryck på honom. Arvidsson utförde bland annat verk med impressionistiska och expressiva landskap, men målningarna hade också en andlig dimension. Hans verk visades såväl i samlingsutställningar som separat i Sverige, USA, Spanien, Italien och Tyskland. Vid en separatutställning i Jönköping 1992 uppgav han sig vara hemmahörande i både USA och Falköping.
Arvidsson var 1970–1973 gift med sedermera läkaren Jolanta Kajstrukow (född 1950) från Polen. I ett senare förhållande fick han en dotter (född 1983) och en son (född 1987). Han är begravd i på S:t Sigfrids kyrkogård i Falköping.